# Eric Buhain
Joseph Eric Buhain (Bacoor, 12 april 1970) is een voormalig Filipijns zwemmer en sportbestuurder. Hij nam tweemaal deel aan de Olympische Spelen, maar won hierbij geen medailles. Wel won Buhain vele gouden medailles op de Zuidoost-Aziatische Spelen van 1985, 1987, 1989, 1991 en 1993.
Buhain is getrouwd met Eileen Ermita-Buhain, een politica die meerdere malen werd gekozen als lid van het Filipijns Huis van Afgevaardigden en derhalve een schoonzoon van luitenant-generaal Eduardo Ermita, minister van defensie en Executive Secretary in het kabinet van president Gloria Macapagal-Arroyo.

## Carrière
Buhain begon op 7-jarige leeftijd met op doktersadvies met zwemmen omdat hij leed aan tuberculose. Zwemmen zou goed zijn voor zijn longen. Op 9-jarige leeftijd begon Buhain met wedstrijdzwemmen voor het zwemteam van de La Salle-Santiago Zobel School. In 1981 maakte hij reeds deel uit van het Filipijnse nationale zwemteam. Vier jaar later won hij op 15-jarige leeftijd een gouden medaille op de 400 meter wisselslag op de Zuidoost-Aziatische Spelen van 1985 in Bangkok. Twee jaar later in Jakarta won Buhain vier gouden medailles. In 1988 was hij deelnemer aan de Olympische Zomerspelen in Seoul, waar hij er niet in slaagde een finale te bereiken. Het jaar erna won hij bij de Zuidoost-Aziatische Spelen Kuala Lumpur wel drie gouden medailles. Op een van de afstanden brak hij een Zuidoost-Aziatisch zwemrecord. Op de spelen van 1991 in Manilla had hij nog meer succes. Daar won hij goud op alle zes onderdelen waaraan hij meedeed. Aansluitend werd hij uitgeroepen tot beste atleet van de spelen. Op zijn laatste spelen 1993 won Buhain een gouden en twee zilveren medailles. Desondanks kondigde hij na de spelen in 1993 zijn afscheid als wedstrijdzwemmer aan. Hij was teleurgesteld in het slechte sportbeleid van de Filipijnse regering en de matige resultaten van de Filipijnse ploeg. Buhain stopte na de Zuidoost-Aziatische Spelen van 1993, teleurgesteld door de slechte prestaties van de Filipijnse deelnemers, die volgens hem het gevolg waren van het het slechte overheidsbeleid op het gebied van de sport.
In 2001 werd Buhain door president Gloria Macapagal-Arroyo benoemd tot voorzitter van de Philippine Sports Commission. Hij voerde diverse hervormingen door in de Filipijnse sport, hetgeen hem op kritiek van diverse sportbobo's kwam te staan. De Filipijnen behaalden in 2002 en 2003 echter wel meer medailles bij respectievelijk de Aziatische Spelen en de Zuidoost-Aziatische Spelen. In 2005 volgde een benoeming tot voorzitter van de Games and Amusement Board, een overheidsinstantie die verantwoordelijk is voor professionele sport en gokactiviteiten in de Filipijnen. In 2010 werd hij vervangen door Aurelio Lacson.
Buhain werd in 2021 opgenomen in de Philippine Sports Hall of Fame (PSHOF). 

## Persoonlijke records
| Afstand | Bad  | Slag        | Tijd    | Datum            | Wedstrijd                  | Locatie   |
| ------- | ---- | ----------- | ------- | ---------------- | -------------------------- | --------- |
| 100 m   | 50 m | schoolslag  | 1.04,18 | 12 maart 1991    | Zuidoost-Aziatische Spelen | Manilla   |
| 100 m   | 50 m | vlinderslag | 56,19   | 27 juli 1992     |                            | Spanje    |
| 200 m   | 50 m | vlinderslag | 2.04,02 | 26 augustus 1987 |                            | Indonesië |
| 200 m   | 50 m | wisselslag  | 2.06,94 | 26 augustus 1989 |                            | Maleisië  |
| 400 m   | 50 m | wisselslag  | 4.32,66 |                  |                            |           |

## Titels
- Zuidoost-Aziatisch kampioen 100 meter vrije slag - 1991
- Zuidoost-Aziatisch kampioen 100 meter vlinderslag - 1991, 1993
- Zuidoost-Aziatisch kampioen 200 meter vlinderslag - 1989, 1991
- Zuidoost-Aziatisch kampioen 200 meter wisselslag - 1991
- Zuidoost-Aziatisch kampioen 400 meter wisselslag - 1989, 1991
- Zuidoost-Aziatisch kampioen 4x100 meter estafette - 1991

## Bron
- (en)  Buhain makes a promise to his fans, The Sunday Times , p17 (24 november 1991)
- PH Sports Hall of Fame to officially enshrine 10 sporting heroes, ABS-CBN News (14 juli 2021)